# Santa María del Carrascal
Santa María del Carrascal es un despoblado español de la provincia de Cáceres, situado en el término municipal de Trujillo. Se ubica 7 km al norte de la ciudad capital del municipio, junto a la Autovía del Suroeste.
El lugar, llamado en su tiempo "Malpartida", se hallaba despoblado en el siglo XIX, y el diccionario de Madoz señala que en aquella época habían desaparecido la mayor parte de los edificios. Hasta el siglo XVIII tuvo parroquia propia, que tenía como anejos las de Torrecillas de la Tiesa, La Aldea del Obispo y Torreaguda.
En la actualidad, queda como principal vestigio el palacio del Carrascal, que fue residencia del noble Juan de Orellana Pizarro, y las ruinas de la iglesia del pueblo. La iglesia dejó de funcionar en 1780, cuando fue hallado junto a la misma el cadáver de un hombre muerto en extrañas circunstancias. La imagen de la Virgen del Carrascal de este templo se conserva en la iglesia parroquial de La Aldea del Obispo.
Actualmente se utiliza como vivienda de recreo y finca rústica.